# Brookfield Place (New York City)
Brookfield Place (bis 2014 World Financial Center, Abkürzung WFC) ist ein vom Architekten César Pelli entworfener Gebäudekomplex in Battery Park City an der Südspitze von Manhattan in New York City in direkter Nachbarschaft des World Trade Centers. Er wurde von der Gesellschaft Olympia and York zwischen 1982 und 1988 auf einem Gelände errichtet, das mittels Landgewinnung am Ufer des Hudson Rivers mit dem Aushub des später zerstörten alten World Trade Centers und anderer Bauprojekte aufgeschüttet wurde.

## Beschreibung
Der Gebäudekomplex des Brookfield Place gliedert sich in fünf Bürogebäude mit bis zu 51 Stockwerken, deren Mittelpunkt ein großer Wintergarten ist. Es gab bis 2001 einen Übergang zwischen dem Brookfield Place und dem alten World Trade Center.
Der Gebäudekomplex wurde bei den Anschlägen des 11. September 2001 schwer beschädigt, besonders die unteren Stockwerke der Türme 2 und 3 sowie der dazwischen liegende, mit Glas überdachte Wintergarten. Nach umfangreichen Reparaturarbeiten wurden die Gebäude und der Wintergarten wieder eröffnet.
Im Brookfield Place mit seiner Nutzungsfläche von 873.800 m² haben Unternehmen wie Merrill Lynch, American Express und andere ihren Sitz.
Weiter befindet sich hier die New York Mercantile Exchange, das Herz des weltweiten Ölhandels.

## Einzelgebäude des Brookfield Place
- 200 Liberty Street (trapezförmiges Dach): fertiggestellt 1986, ist 176 m hoch und hat 40 Stockwerke. Die Nutzfläche beträgt 151.200 m².
- 225 Liberty Street (halbkugelförmiges Dach): fertiggestellt 1987, ist 197 Meter hoch und hat 44 Stockwerke. Die Nutzfläche beträgt 247.793 m².
- 200 Vesey Street (pyramidenförmiges Dach): fertiggestellt 1985, ist 225 Meter hoch und hat 51 Stockwerke. Die Nutzfläche beträgt 231.400 m².
- 250 Vesey Street (stufenförmiges Dach): fertiggestellt 1986, ist 150 Meter hoch und hat 34 Stockwerke. Die Nutzfläche beträgt 170.000 m².
- Winter Garden Atrium, fertiggestellt 1988, ist ein Glaspavillon, zwischen den Türmen 225 Liberty Street und 200 Vesey Street. Dort befinden sich verschiedene Läden und Cafés. Die Nutzfläche beträgt 27.400 m².
- One North End Avenue, auch bekannt als New York Mercantile Exchange Building, fertiggestellt 1997. Es ist 77 Meter hoch und hat 16 Stockwerke. Die Nutzfläche beträgt 46,000 m². One North End Avenue ist der westlichste Teil des Brookfield Place und liegt direkt am Ufer des Hudson River.

## Galerie

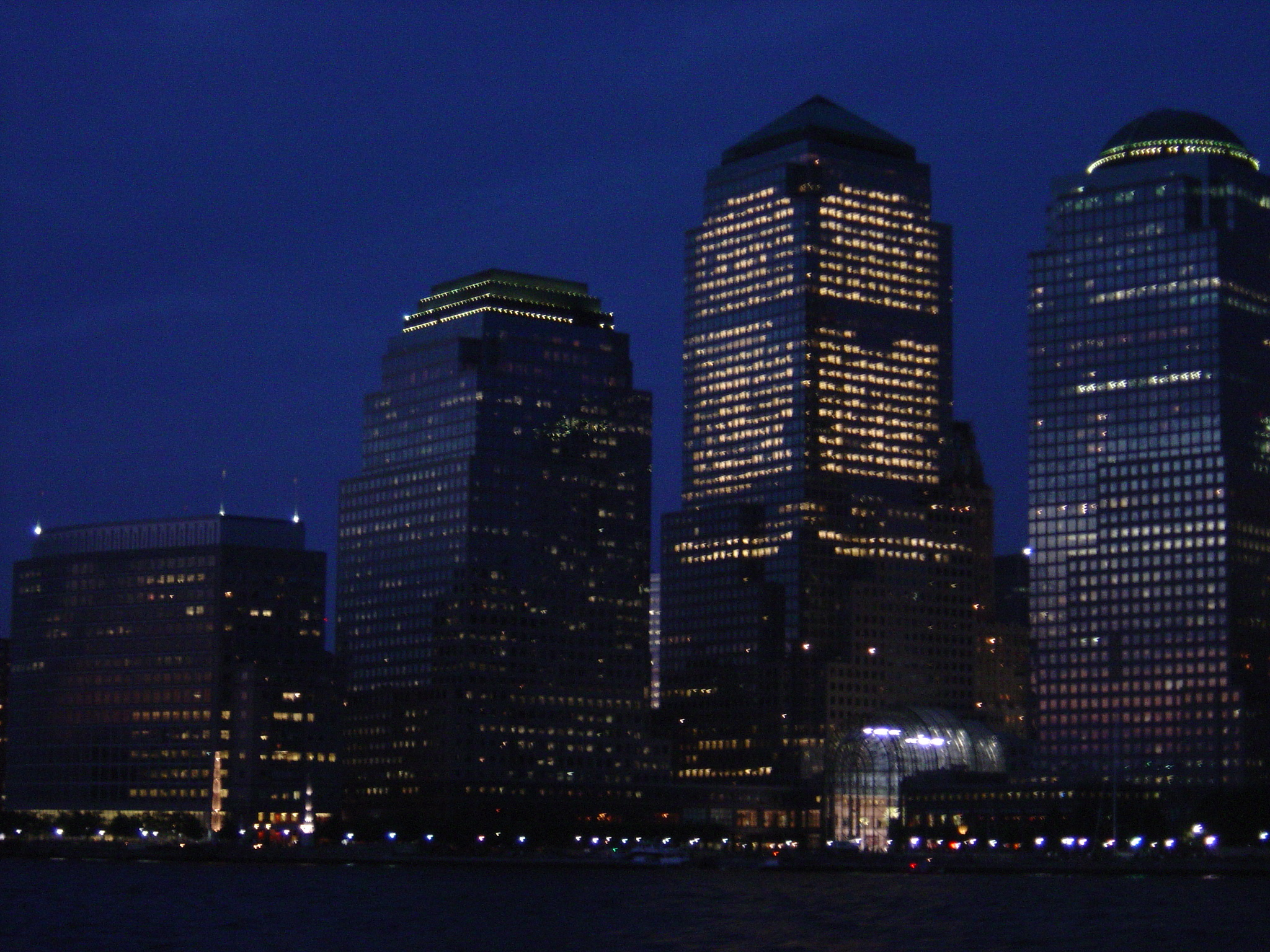
Brookfield Place bei Nacht
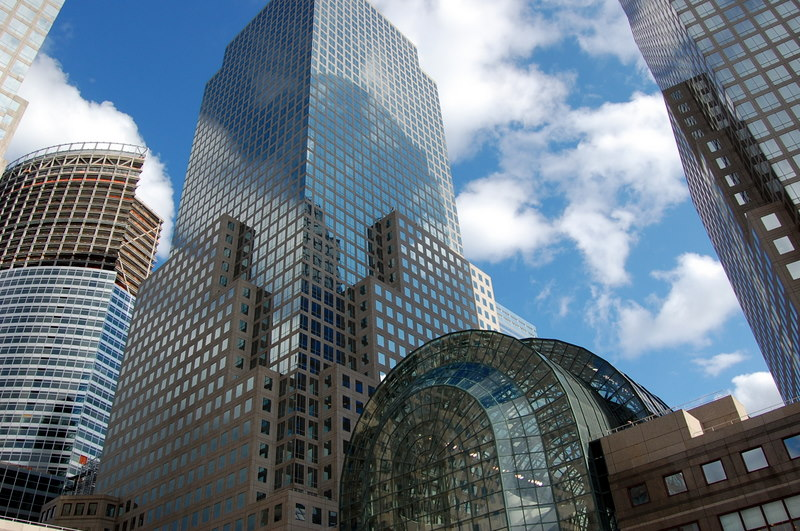
200 Vesey Street und Winter Garden Atrium
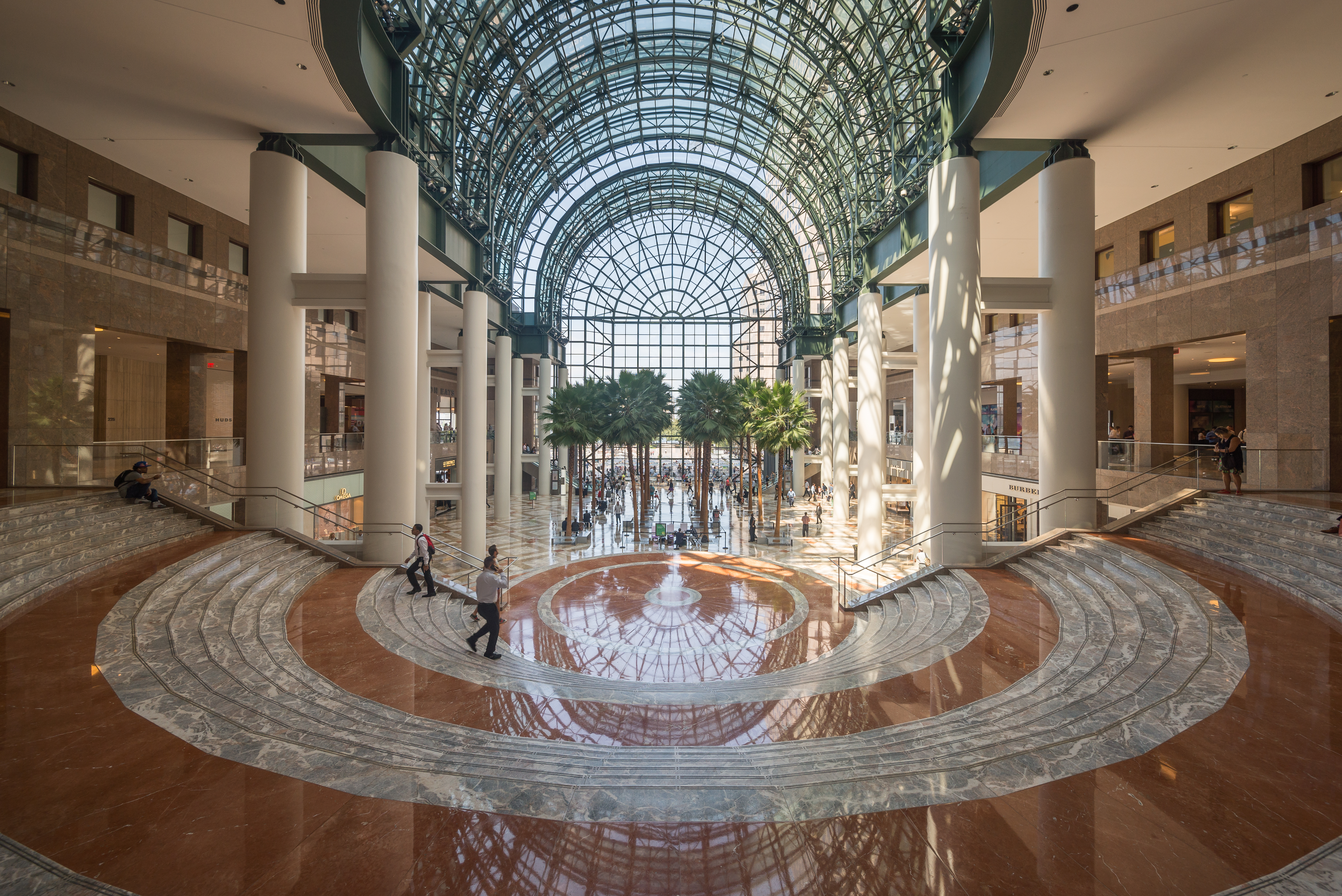
Im Winter Garden 2017
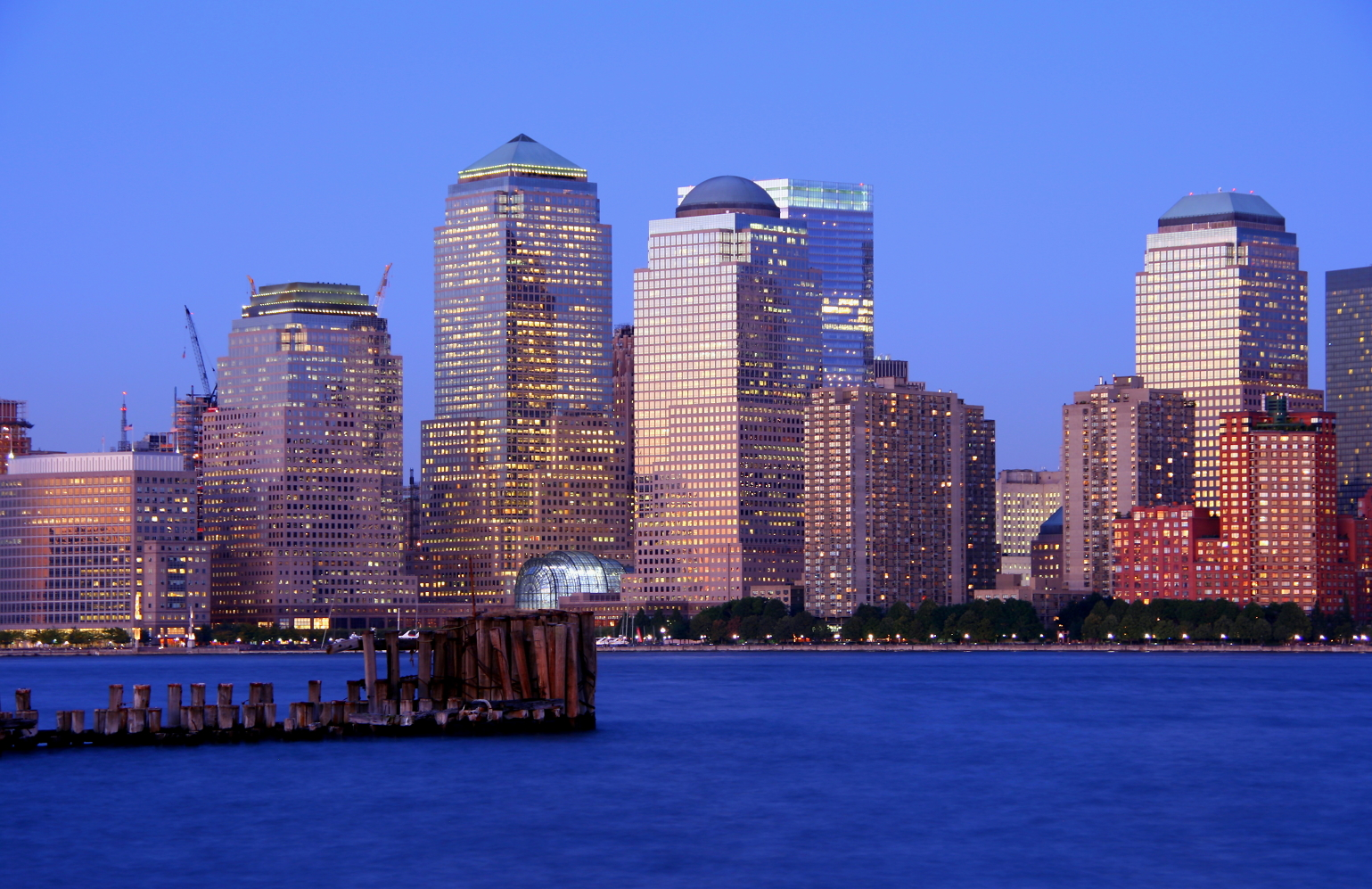
Blick vom Hudson River, alle Gebäude auf einem Blick
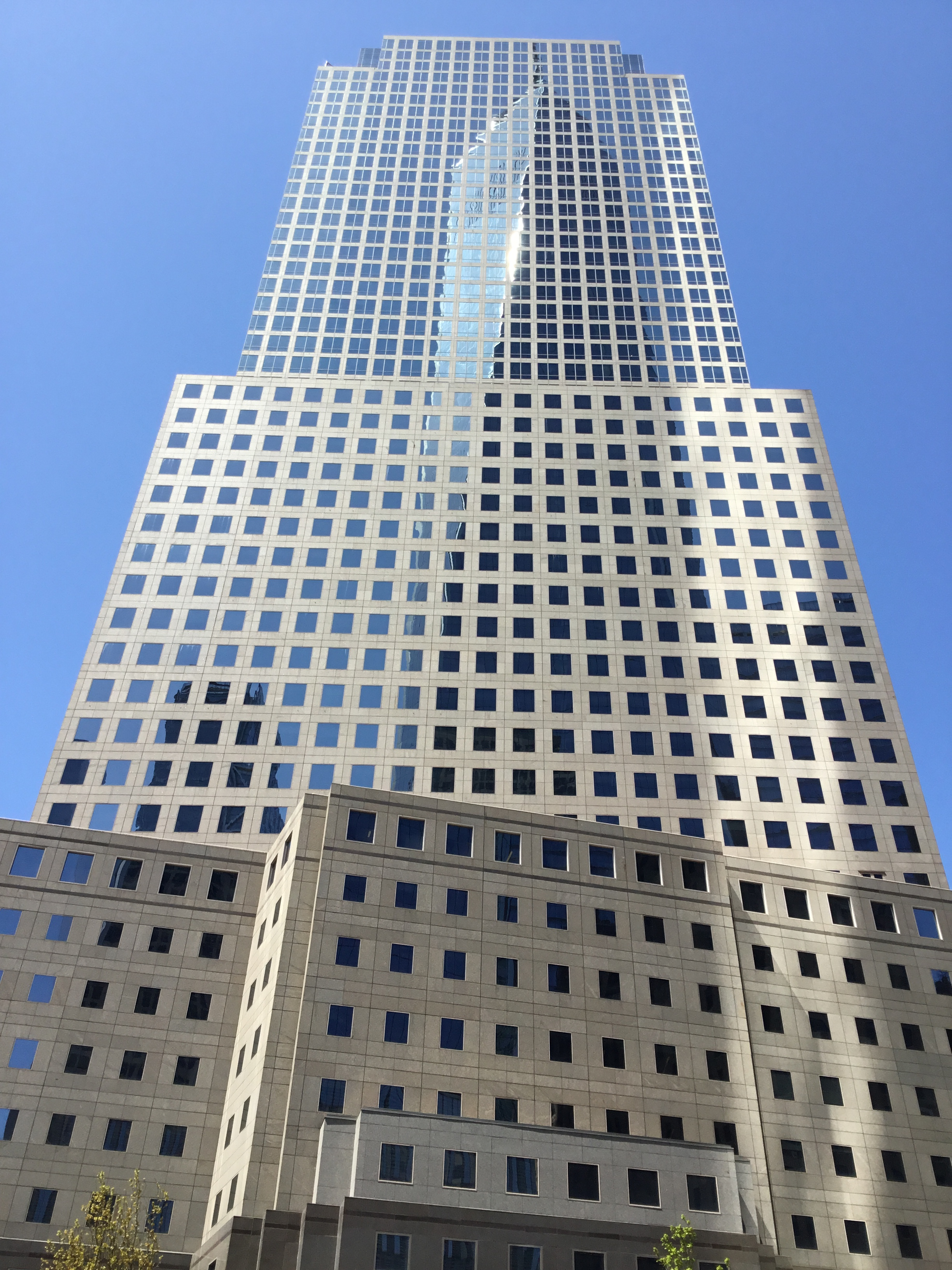
200 Vesey Street mit Spiegelung des One World Trade Centers
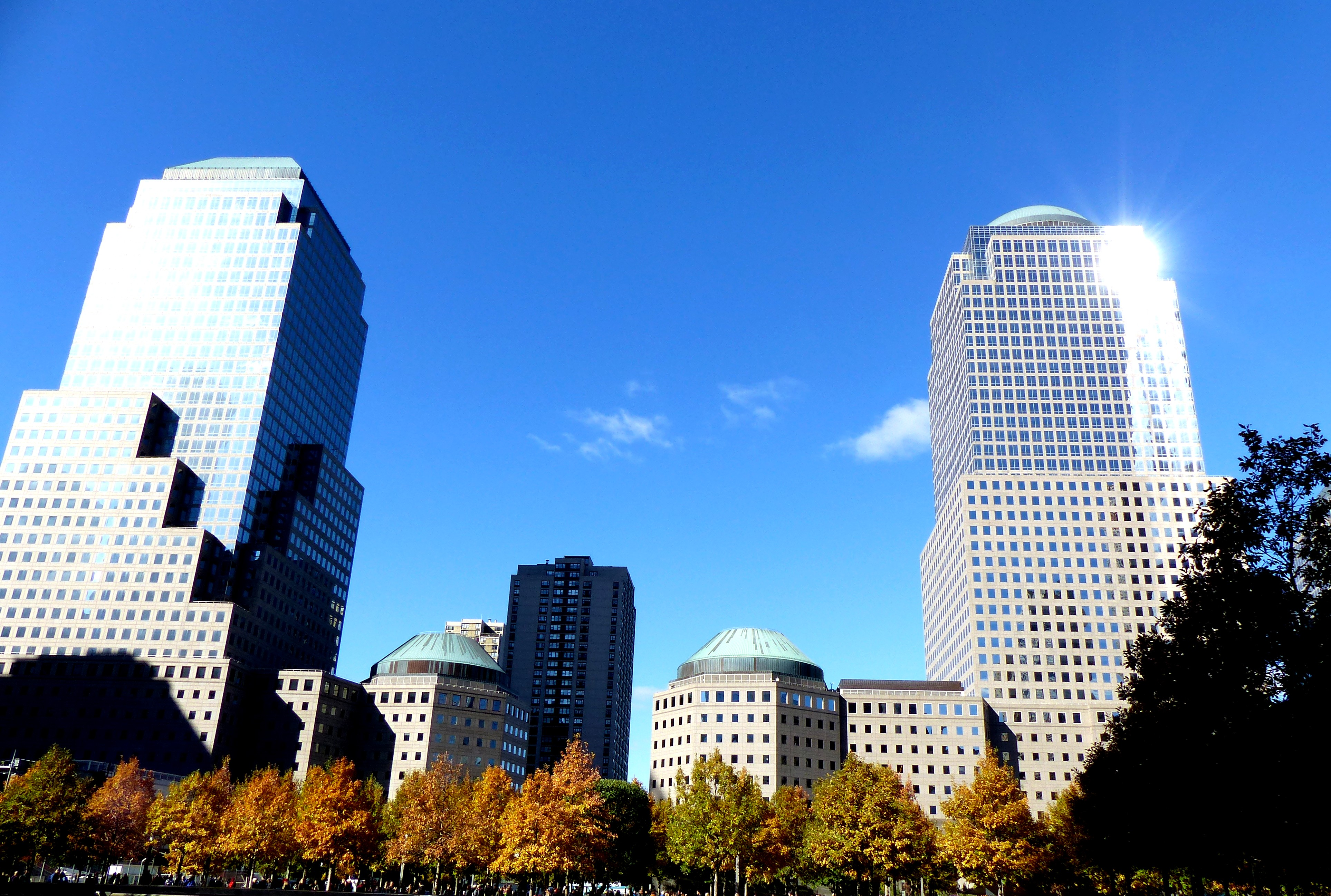
200 Liberty Street (links) und 225 Liberty Street